# Cmentarz ewangelicko-augsburski w Kępie Okrzewskiej
Cmentarz ewangelicko-augsburski w Kępie Okrzewskiej – cmentarz osadników olęderskich położony we wsi Kępa Okrzewska w województwie mazowieckim, w powiecie piaseczyńskim, w gminie Konstancin-Jeziorna. Założony w połowie XIX w., w zastępstwie cmentarza w Kępie Oborskiej zniszczonego w wyniku budowy wałów wiślanych. Całkowicie opuszczony po II wojnie światowej popadł w ruinę, w latach 90. został uporządkowany wysiłkiem miejscowych parafian.